# Jackie Paris
Jackie Paris (20 septembre 1926 - 17 juin 2004) était un guitariste et chanteur de jazz américain.

## Biographie
Carlo Jackie Paris est né à Nutley dans le New Jersey. Adepte du bebop, Paris a fait des tournées avec Charlie Parker. Il est probablement plus connu pour ses enregistrements de "Skylark" et "Round Midnight" à la fin des années 1940. Paris a joué et enregistré avec Terry Gibbs, Lionel Hampton, Coleman Hawkins, Dizzy Gillespie, Donald Byrd, Gigi Gryce, Charles Mingus et d'autres. Il a remporté de nombreux prix et récompenses dont ceux de Downbeat, Playboy, Swing Journal et Metronome. 
Il existe un documentaire en anglais Tis Autumn: The Search for Jackie Paris.
Jackie Paris est mort à New York.